# Cerro de Monserrate
Le cerro de Monserrate (français : colline de Monserrate), situé dans la cordillère Orientale (Andes), est l'un des cerros orientales de Bogota, la capitale de la Colombie, recevant le plus grand nombre de visiteurs.
Les cerros de Monserrate et de Guadalupe bordent, à l'est, la savane de Bogota et semblent veiller sur la ville.
Jusqu'au milieu du XVIIe siècle, la colline de Monserrate était appelée « cerro de las Nieves » (français : « colline des Neiges »), Las Nieves étant un barrio (français : quartier) de Sante Fe, le 3e district de Bogota D.C. Ce quartier se trouve dans la zone est, près des cerros orientales de la capitale.

## Géographie

### Situation

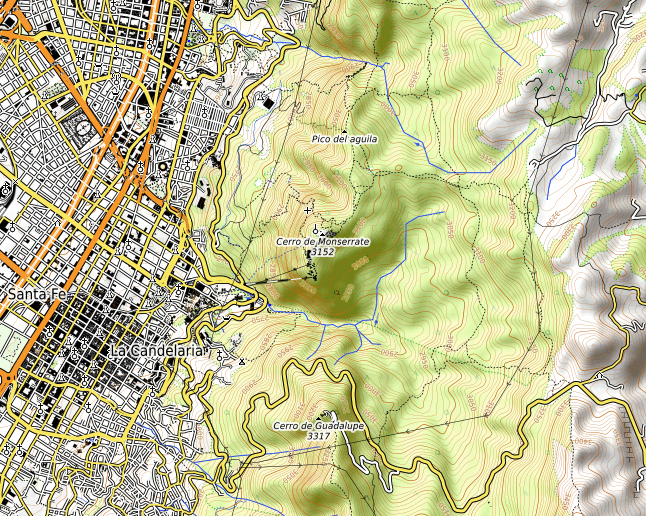
Carte topographique.

La colline de Monserrate est située à l'est de Bogota et culmine à 3 152 mètres d'altitude. Elle offre un magnifique point d'observation sur la ville et la vallée.
La basilique du Señor de Monserrate, conçue par l'architecte Arturo Jaramillo Concha, fut construite en 1925 au sommet de la colline dans une structure architectonique de style néogothique. Ce sanctuaire est par la suite transformé en une église de style néo-colonial.

### Géologie

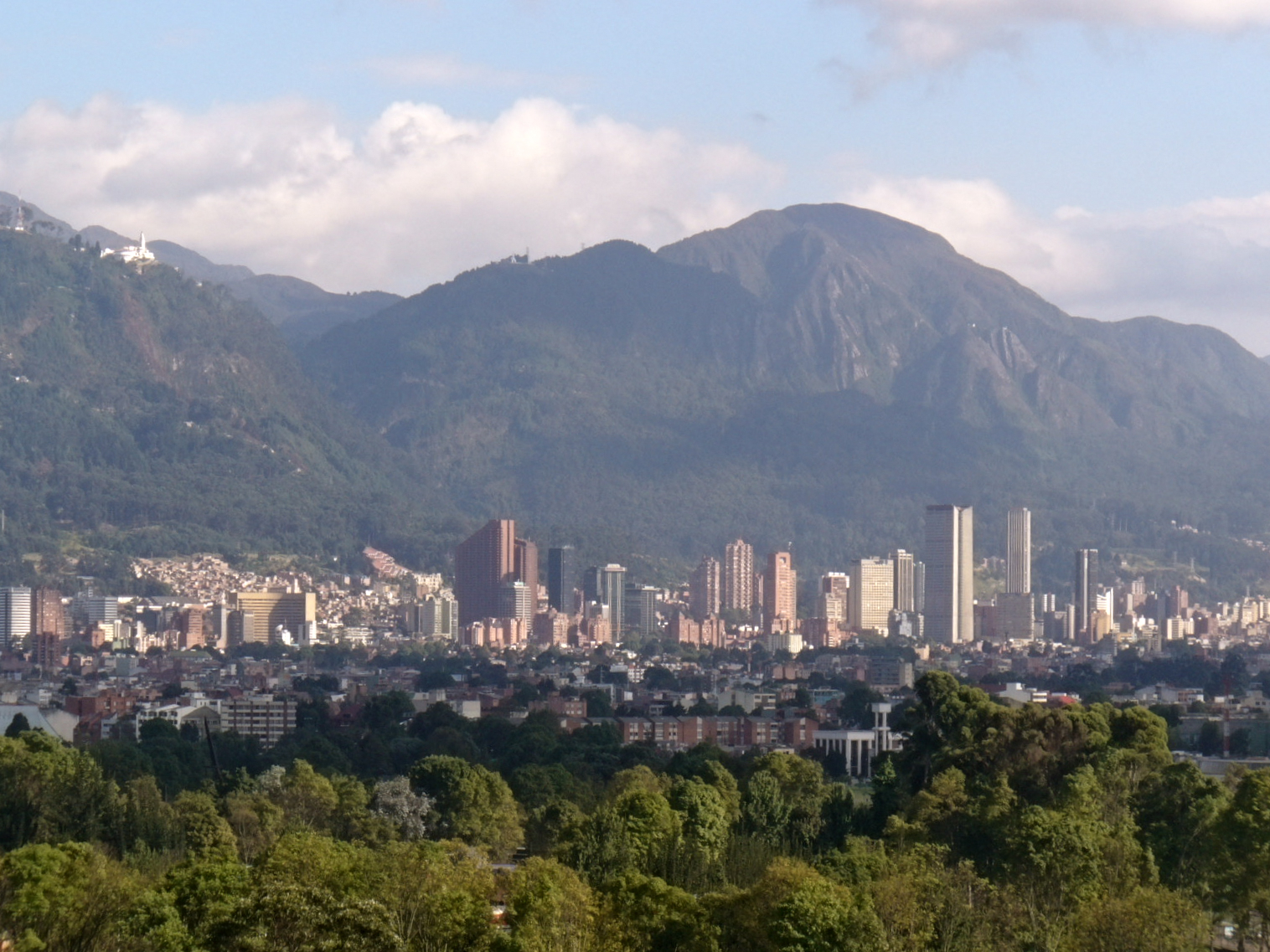
Le cerro de Monserrate vu du Parque Salitre mágico

En se reportant à des théories relatives aux séries géognostiques (la suite naturelle de toutes les formations contenues, groupées par terrains et par classes), théories que le naturaliste, géographe et explorateur allemand Alexander von Humboldt (1769-1859) écrit être déjà fort oubliées au XIXe siècle, il avait cru reconnaître trois formations stratifiées se suivant sur le plateau de Bogota, soit de bas en haut : le grès, le gypse et le calcaire. Il précise que la formation arénacée (roches détritiques entrant dans la classe des arénites) est partout visible dans la montagne orientale à laquelle est adossée Bogota. Le calcaire ne paraît pas s'élever aussi haut. Quant au rocher sur lequel est bâti le sanctuaire de Monserrate, il est formé de grès jusqu'à la cime.
Germãn Rodrigo Mejía Pavony écrit dans Los años del cambio: historia urbana de Bogotá (1820-1910) que l'accès au sommet de Monserrate est facile sur un terrain rocailleux et stérile, très abondant en granite.

### Climat
Les collines de Monserrate et de Guadalupe, séparées par un profond canyon, s'élèvent, abruptes, au-dessus de Bogota, atteignant une hauteur dépassant de 500 mètres le niveau de la place Bolívar. Elles contribuent en grande partie à former le microclimat qui règne sur le périmètre urbain de la capitale, très différent des caractéristiques climatiques de la savane de Bogota.
Le caractère pluvieux de la ville est dû aux cerros arrêtant les nuages chargés d'eau en provenance de l'ouest et qui vont donc se déverser sur la capitale.

## Histoire
En 1538, le conquistador espagnol Gonzalo Jiménez de Quesada fonda, au pied des cerros de Monserrate et de Guadalupe, dans la zone naturelle de la savane de Bogota, Nuestra Señora de la Esperaranza, la ville qui devint plus tard Bogota.
Entre 1650 et 1657, un sanctuaire dédié à Nuestra Señora de la Cruz de Monserrate fut construit à l'instigation de Pedro Solís de Valenzuela, connu pour ses écrits : El desierto prodigiosi y prodigio del desierto (1650). Dès 1650, un chemin fut tracé, allant de l'église de Las Nieves jusqu'au sommet de la colline de Monserrate, comportant sur son parcours des petites chapelles pour les pèlerins.
Lors de la guerre civile entre centralistes et fédéralistes, les troupes fédéralistes d'Antonio Baraya, en conflit avec les troupes centralistes d'Antonio Nariño, se dirigèrent en janvier 1813 sur Bogota afin de prendre position autour de la ville et de points stratégiques tels que le cerro de Monserrate.
En 1917, lors d'un tremblement de terre, la chapelle construite au XVIIe siècle fut détruite. Elle fut remplacée, en 1925, par la basilique du Señor de Monserrate, conçue par l'architecte Arturo Jaramillo Concha. À l'intérieur, une sculpture du Señor de Monserrate datant de 1656, œuvre de Pedro de Lugo de Albarracín, et qui avait survécu au séisme, fut conservée.
Cette basilique, lieu de pèlerinage, est rattachée à l'archidiocèse de Bogota.

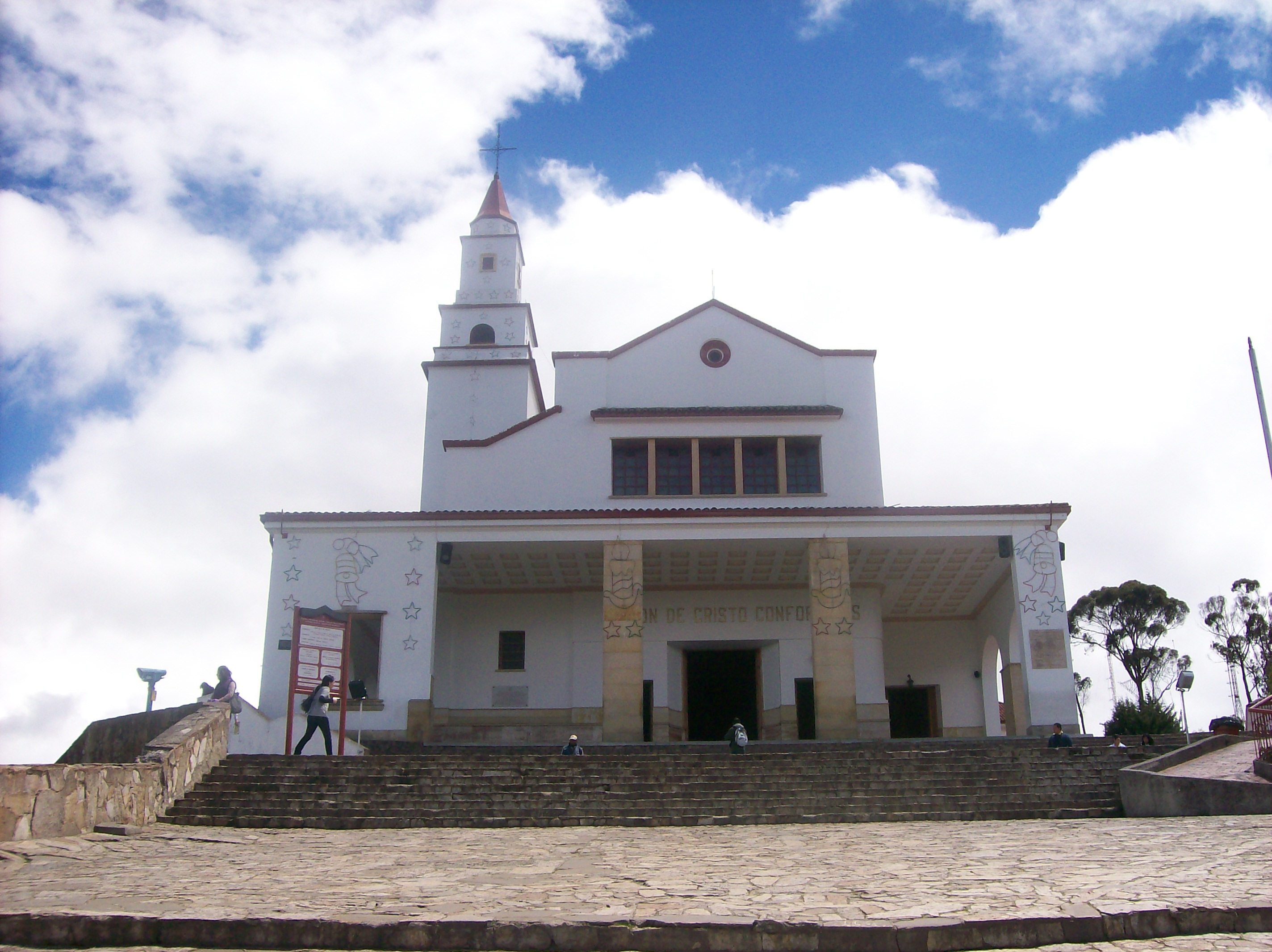
Basilique du Señor de Monserrate
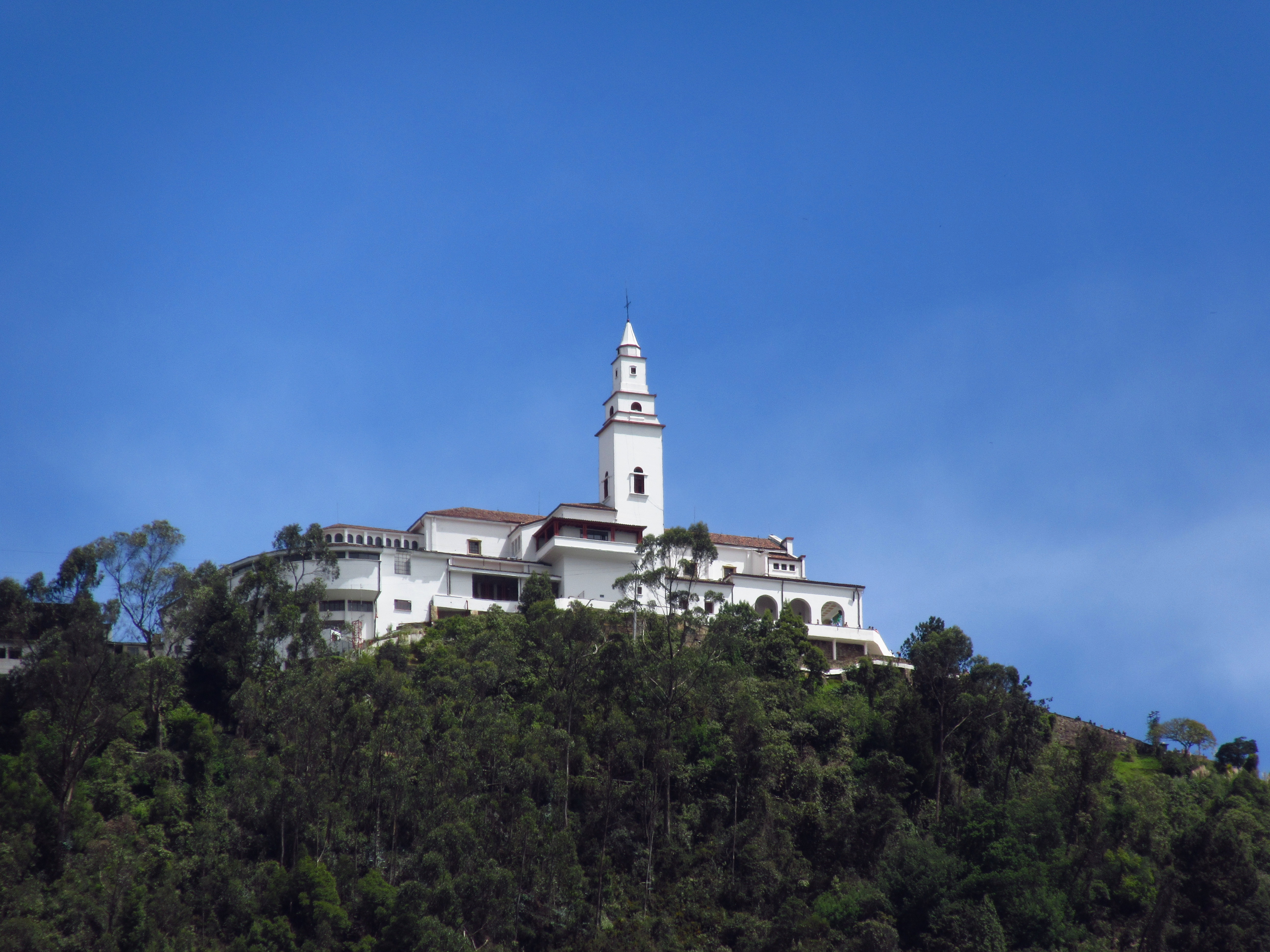

## Accès

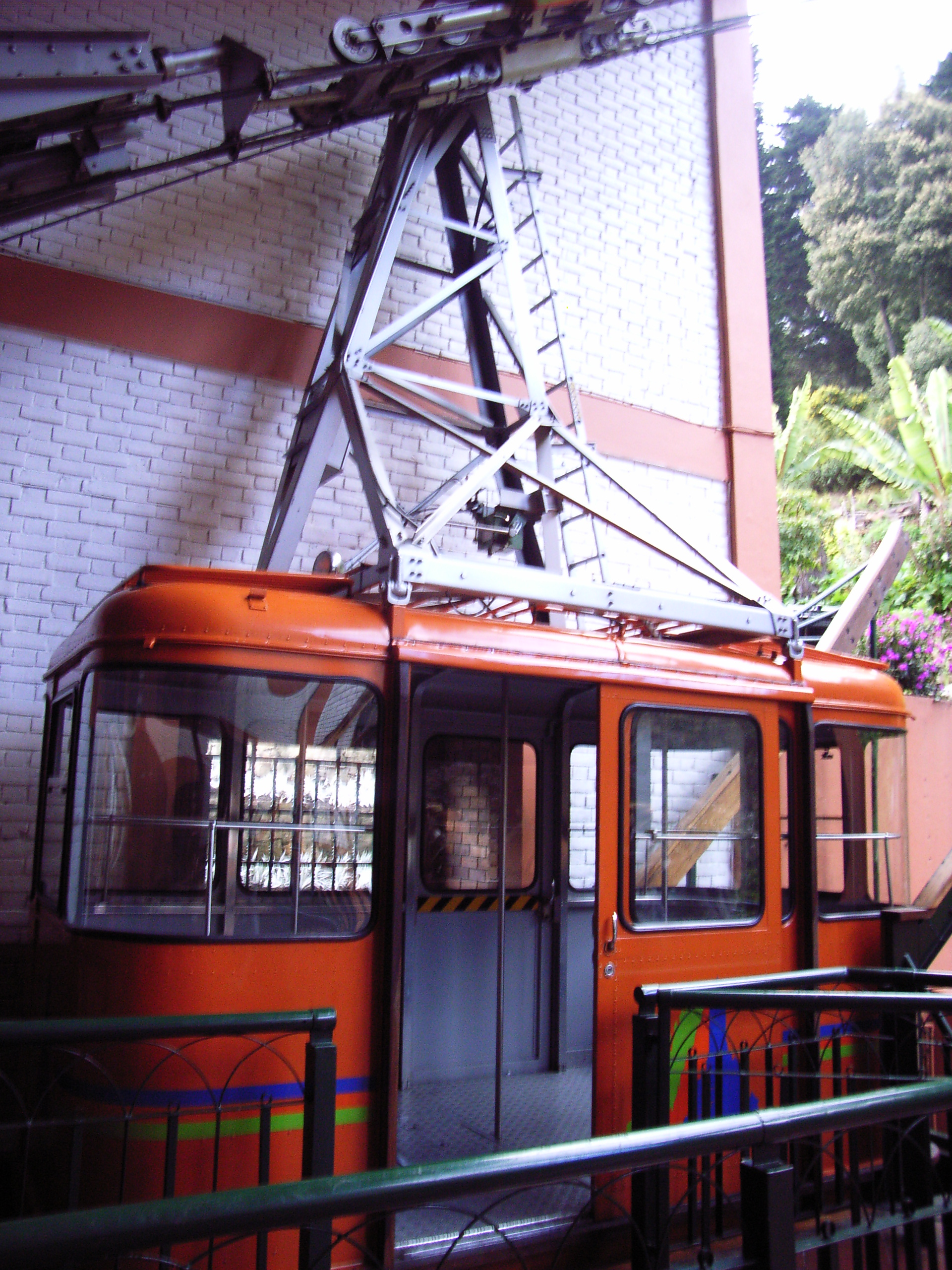
Le téléphérique du cerro de Monserrate

Trois moyens d'accès permettent aux voyageurs d'atteindre le sommet de la colline de Monserrate :
- le funiculaire (inauguré le 18 août 1929) ;
- le téléphérique (inauguré le 27 septembre 1955)[9] ;
- le sentier de randonnée[10].